# La Figlia che Piange
La Figlia che Piange – wiersz T.S. Eliota pochodzący z jego pierwszego tomiku Prufrock i inne obserwacje (Prufrock and Other Observations), opublikowanego w 1920. Należy do częściej tłumaczonych wierszy poety. Przekładali go między innymi Magdalena Heydel, Lesław Nowara, Adam Pomorski, Marek Skwarnicki, Artur Międzyrzecki, Andrzej Piotrowski, Tadeusz Ross, Piotr Krasucki i Krzysztof Boczkowski.